# Чепіга Інна Петрівна
Інна Петрівна Чепіга (30 травня 1933,  с. Леніно, Поліський район, Київська область, УРСР — 16 березня 2007, Київ, Україна) —  український мовознавець, літературознавець, дослідник і видавець староукраїнських писемних пам’яток, історик української мови, історик літератури українського середньовіччя. Кандидат філологічних наук (1965), старший науковий співробітник Інституту української мови НАН України. 
Праці — з історії української мови, історичної лексикології, історії української літератури.

## Життєпис
І. П. Чепіга народилася 30.05.1933 р. в с. Леніно Поліського району Київської області в сім'ї вчителів.
У 1947—1951 роках навчалася у Переяслав-Хмельницькому педагогічному училищі, де здобула спеціальну педагогічну освіту.
1956 року закінчила Київський університет ім. Т. Шевченка, де здобуто вищу філологічну освіту. 
З 1964 року — в Інституті мовознавства АН УРСР (з 1972 — старший науковий співробітник). 
З 1991 року — старший науковий співробітник Інституту української мови НАН України.

## Наукова діяльність
Впорядкувала і підготувала до друку низку пам’яток української мови і літератури («Климентій Зіновіїв. Вірші. Приповісті посполиті», 1971, разом з В. Колосовою; «Іоаникій Галятовський. Ключ розуміння», 1985; «Пересопницьке Євангеліє. Дослідження. Транслітерований текст. Словопокажчик», 2001, за участю Л. Гнатенко). Співавтор праць «Історія української мови. Лексика і фразеологія» (1983), «Жанри і стилі в історії української літературної мови» (1989). Брала участь у підготовці 26-томного видання «Історія міст і сіл Української РСР» (1967—74).
Дисертація І. П. Чепіги «Творчість Іоаникія Галятовського, українського письменника другої половини XVII ст.», захищена 1965 р., не була опублікована, проте стала відомою фахівцям і за межами України, зокрема покликання на машинопис дисертації подає польський славіст В. Вітковський.
Значний внесок в історичну лінгвістику зробила І. Чепіга, яка тривалий час вивчала питання полемічно-публіцистичної літератури XVII – початку XVIII ст. і перевидала «Ключ розуміння» І. Галятовського з ґрунтовною науковою передмовою. Дослідниця схарактеризувала творчість проповідника загалом і окремо його проповідницькі й полемічні твори староукраїнською і старопольською мовами. Найбільше зосереджено увагу на лінгвістичному опрацюванні тексту «Ключа розуміння», який проаналізовано за мовними рівнями, а також зіставлено його три видання.
Упродовж тривалого часу І. П. Чепіга працювала над важливою для історії української мови і культури пам'яткою «Пересопницьке Євангеліє» (1556 -1561) — першим перекладом українською мовою четвероєвангелія. 2001 року Пересопницьке Євангеліє було опубліковано. У цьому виданні вміщено транслітерований І. П. Чепігою повний текст пам'ятки, його ґрунтовний науковий аналіз, що включає: історію вивчення пам'ятки; характеристику мови; відношення до інших пам'яток цього жанру; бібліографію досліджень; покажчик словоформ; також додано аналіз графіки (автор Л. А. Гнатенко) та археографічно-кодикологічний опис (Л. А. Дубровіна і Л. А. Гнатенко). Цю інформацію повторено й у виданні Пересопницького Євангеліє у 2011 р..
Чимало спеціальних проблем, пов'язаних з давніми текстами, їхніми мовними особливостями та підготовкою до видання, І. П. Чепіга розглянула у низці статей. Цим працям притаманні ретельність аналізу, вдале використання слов’янського контексту для пояснень українських явищ, вичерпне використання дотичних вітчизняних і зарубіжних джерел.
Виразною особливістю наукової творчості І. П. Чепіги було докладне опрацювання мовних фактів, видобутих із різноманітних джерел, насамперед писемних пам'яток: мовні одиниці, факти, явища для неї мали і самодостатню цінність, водночас слугували середовищем і базою для теоретичних узагальнень. Така модель студіювання пам’яток мови забезпечила І. П. Чепізі той науковий авторитет, який спонукає до широкого використання її праць як надійних і глибоких, зокрема і використання їх для створення нових узагальнень про еволюцію української літературної мови.

## Праці
- 1962

Твори І. Галятовського польською мовою // Тези доповідей V міжвузівської республіканської славістичної конференції 25–30 вересня 1962 р.– Ужгород, 1962.– С.160–162.
- 1963

Оповідальні елементи збірників І. Галятовського «Небо новое» і «Скарбница потребная» // ІІ наукова конференція аспірантів. Тези доповідей.– К., 1963, с. 59–60.
Іоанникій Галятовський – проти турецько-татарської агресії // Рад. літературознавство.– 1963.– № 2. – С.112–118.
«Skarb pochwały» – маловідомий твір Іоанникія Галятовського польською мовою // Питання історії та культури слов’ян. Ч.2. – К.: Вид-во КДУ, 1963. – С.49–55.
- 1964

До питань аналізу «Ключа» Іоаннікія Галятовського. // Збірник наукових праць аспірантів. Серія історико-філологічна. Вып. 13.– К., 1964.
- 1965

Творчество Иоанникия Галятовского, украинского писателя второй половины XVII в. Автореф. дис.… канд. филолог. наук.– К., 1965.– 12 с.
- 1966

Висвітлення діяльності визначних людей у нарисах з історії міст і сіл Української РСР // Український історичний журнал.– 1966.– № 9.– С. 114–118 (співавт. Макаренко Г. К.).
- 1967

Новий топонімічний збірник [Реферат 1-го випуску «Топонимика». М.,1967] // Повідомлення Української ономастичної комісії.– 1967.– Вип. 4.– С.51–52.
Топонімічні відомості в Історії міст і сіл Української РСР // Український історичний журнал.– 1967.– № 1.– С. 105–108.
- 1968

Антикатолицькі трактати І. Галятовського (До питання про полемічно-публіцистичну літературу другої половини XVII – початку XVIII ст.) // Рад. літературознавство. – 1968. – № 9. – С. 26–34.
Нові утворення в топонімії України // Повідомлення Української ономастичної комісії. – Вип. VI. – К., 1968. – С. 31–38.
- 1969

Слов’янські рукописи XI–XIV ст. у фондах відділу рукописів Центральної наукової бібліотеки Академії наук Української РСР (Огляд, опис, публікації) / Склав М. В. Геппенер за участю М. П. Візира та Й. В. Шубинського.– К., 1969.– 152 с., 22 табл. (М. В. Геппенером видання підготовлено російською мовою, переклад із російської українською мовою здійснила І. П. Чепіга).
- 1970

Произведения Иоанникия Галятовского на польском языке // Труды отдела древнерусской литературы.– 1970.– Т. 25.– С. 321–324.
- 1971

Климентій Зіновіїв. Вірші. Приповісті посполиті [Архівовано 8 червня 2019 у Wayback Machine.] / Підготовка тексту І. П. Чепіги; вступна стаття В. П. Колосової та І. П. Чепіги; історико-літературний коментар В. П. Колосової.– К.: Наукова думка, 1971.– 391 с.
- 1974

Цим словам – сотні років // Рідне слово. – 1974. – № 8. – С. 98–103.
- 1978

Ювілей словника [Симпозіум у Запоріжжі 13–14 жовтня 1977 р., присвячений 350-річчю «Лексикона славенороського Памви Беринди»] // Українська мова і література в школі. – 1978. – № 3. – С. 96 (співавт. Німчук В. В.).
- 1979

Возз’єднання України з Росією і розвиток української літературної мови // Мовознавство. – 1979. – № 1. – С. 3–12 (співавт. Білодід І. К.). : Глоси Пересопницького Євангелія і питання нормування староукраїнської літературної мови XVI ст. // Питання східнослов’янської лексикографії XI–XVI ст.– К., 1979.– С. 64–68.
- 1980

[Рецензія на:] Мелетій Смотрицький. Граматика. Підгот. факсим. вид. та досл. пам’ятки В. В. Німчука // Мовознавство.– 1980.– №1.– С. 84–86.
Розвиток національних мов у соціалістичному суспільстві // Мова і процеси суспільного розвитку.– К.,1980.– С. 91–105.
- 1882

Вчення М. Смотрицького про просодію орфографічну // Східно сло в’янські граматики XVI–XVII ст. Матеріали симпозіуму, присвяченого 360-річчю з часу виходу в світ найвизначнішої слов’янської «Граматики» М. Смотрицького і 400 років з дня народження її автора.– К., 1982.– С. 130–132.
Будівельна лексика староукраїнської мови (загальні питання, будівельні матеріали, первинна обробка дерева, знаряддя праці) // Мовознавство.– 1982.– № 2.– С. 51–61.
- 1983

Виробнича лексика // Історія української мови. Лексика і фразеологія.– К.: Наукова думка, 1983.– С. 218–234.
Лексика і фразеологія XVI–XVIII ст. // Історія української мови. Лексика і фразеологія.– К.: Наукова думка, 1983.– С. 280–285.
Розширення виробничої лексики // Історія української мови. Лексика і фразеологія.– К.: Наукова думка, 1983.– С. 422–461.
Києво-Могилянській академії – 350 // Рад. літературознавство.– 1983.– № 1. – С.79–80.
Київській академії 350 років // Українська мова і література в школі.– 1983. – № 1. – С. 79–80.
- 1984

Глоссирование как форма лексикографической работы староукраинских книжников второй половины XVII в. // Международный симпозиум по проблемам этимологии, исторической лексикологии и лексикографии: Тезисы докладов.– М., 1984.– С. 100–101.
Староукраїнська реміснича лексика (пов’язана з виробництвом продуктів харчування) // Мовознавство.– 1984.– № 2.– С. 40–46.
- 1985

Іоаникій Галятовський. Ключ розуміння / Підготувала до видання І.П. Чепіга.– К.: Наукова думка, 1985.– 445 с.
Учення О.О.Потебні і деякі питання історії української літературної мови // Творча спадщина О. О. Потебні й сучасні філологічні науки (До 150-річчя з дня народження О.О.Потебні).– Харків, 1985.– С. 61–62.
- 1986

З історії староукраїнської лексики на позначення гідроспоруд // Мовознавство.– 1986.– № 3.– С. 44–50.
- 1988

Глосування як форма лексикографічної роботи в творах Іоаникія Галятовського // Роль Києво-Могилянської академії в культурному єднанні слов’янських народів.– К.: Наукова думка, 1988.– С. 70–75.
Иноязычные заимствования в лексике староукраинского языка XVI–XVII веков (на материале печатной терминологии) // Актуальные проблемы лексикологии и лексикографии восточнославянских языков: Тезисы докладов 2-й Всесоюзной конференции (Днепропетровск, 12–14 октября 1988 г.). Ч.1.– Днепропетровск, 1988.– С. 119–120.
Передмови і післямови до українських стародруків як джерело вивчення історії літературної мови // Мовознавство.– 1988.– № 5.– С. 16–25.
- 1989

Концепція літературної мови староукраїнських книжників XVI – першої половини XVII ст. // Жанри і стилі в історії української літературної мови.– К.: Наукова думка, 1989.– 283 с.– С. 79–93.
Жанри і стилі в історії української літературної мови / В. В. Німчук, В. М. Русанівський, І. П. Чепіга та ін.– К.: Наукова думка, 1989.– 283 с.— С.– 79–93
Ораторське мистецтво на Україні в XVI–XVII ст. // Українська мова і література в школі.– 1989.– № 10.– С. 64–68.
Факсиміле древнього рукопису // Друг читача. – 1989. – 16 березня. [Хроніка] // Мовознавство.– 1989.– № 2.– С. 79–80.
Уникальный памятник украинского языка – Пересопницкое Евангелие // Рукописные фонды ЦНБ им. В. И. Вернадского АН УССР.– К., 1989.– С. 64–78.
- 1990

Пересопницьке Євангеліє // Наука і культура. Україна. Щорічник АН УРСР.– К., 1990.– Вип. 24.– С. 190–195.
Євангеліє [Архівовано 30 червня 2020 у Wayback Machine.] // Українська літературна енциклопедія.– 1990.– Т. 2.– С. 176–177 (у співавторстві з Крекотнем В. І.).
- 1992

Народнорозмовні елементи в мові українських ділових текстів XVI – першої половини XVII ст. // Мовознавство.– 1992.– № 6.– С. 3–11.
Національна святиня // Київська старовина.– 1992.– № 4.– С. 6–12.
І. І. Огієнко про українські переклади Євангельських текстів XVI ст. // Духовна і науково-педагогічна діяльність І. І. Огієнка в контексті українського національного відродження: Тези доп. наук.-теоретич. конф. – Кам’янець-Подільський, 1992.– С. 116–118.
Нове в українській історичній лексикології // Рец. на книгу: Полюга Л. М. Українська абстрактна лексика XIV – першої половини XVII ст.– К.: Наукова думка, 1991.– 238 с.– Мовознавство.– 1992.– № 5.– С. 72–73.
- 1993

Актові тексти як об’єкт лінгвістичного дослідження та видання // Писемні пам’ятки східнослов’янськими мовами XI–XVIII ст.: Тези доп. наук.-практ. конф. 4–6 травня 1993 року.– К.; Слов’янськ, 1993.– С. 45–51.
Мова медичного трактату другої половини XVII ст. (Публікація тексту) // Мовознавство.– 1993.– № 6.– С. 38–44.
- 1994

Перекладні конфесійні пам’ятки XVI ст. – джерело вивчення історії української лексики [Архівовано 10 березня 2022 у Wayback Machine.] // Рукописна та книжкова спадщина України.– К., 1994.– Вип. 2.– С. 3–7.
Пересопницьке Євангеліє як джерело історичної фонетики української мови // Проблеми сучасної ареалогії.– К., 1994.– С. 82–88.
- 1995

Взаємодія української та церковнослов’янської мов у XVI ст. (на матеріалі євангельських перекладів) // Записки наукового товариства ім. Т. Г. Шевченка.– Львів, 1995.– Т. 229.– С. 277–288.
Деякі графіко-орфографічні особливості другого південнослов’янського впливу в Пересопницькому Євангелії // Пам’ятки писемності східно-слов’янськими мовами XI–XVIII ст.– К.,1995.– С. 245–249.
Учительні євангелія як жанр ораторсько-проповідницького письменства в Україні // Мовознавство.– 1995.– № 6.– С. 39–46.
Негалевського Євангеліє [Архівовано 5 серпня 2020 у Wayback Machine.] // Українська літературна енциклопедія.– Т. 3.– К., 1995.– С. 474.
- 1996

Початки барокового проповідництва в українському письменстві // Мовознавство.– 1996.– № 6.– С.25–30.
Твори Іоаникія Галятовського як джерело «Історичного словника української мови» Євгена Тимченка // Українська історична та діалектна лексика: Зб. наук. праць.– Львів, 1996.– Вип. 3.– С. 28–35.
Присяга на Євангелії // Укр. народ. енц.– Львів: Червона калина,1996.– С. 91–93.
- 1997

Пересопницьке Євангеліє і морфологічний стандарт української мови (на матеріалі іменника) // Український діалектологічний збірник.– К.,1997.– Кн. 3.– С. 231–237.
Пересопницьке Євангеліє. Історія відкриття пам’ятки // Бібліотечний вісник.– 1997.– № 1.– С. 38–40.
- 1999

Житецький про Пересопницьке Євангеліє // Східні слов’яни. Мова. Історія. Культура.– К.,1999.– Вип. 3.– С. 73–80.
- 2000

Діакритичні знаки // Українська мова: Енциклопедія. – К.: Вид-во «Українська енциклопедія» ім. М.П.Бажана, 2000.– С. 134.
Києво-руські літописні традиції та українське літописання другої половини XVI – XVIII ст. // Наукові праці НБУ ім. В.І.Вернадського.– К., 2000.– Вип. 3. – С. 61–71.
Німчук Василь Васильович] // Українська мова: Енциклопедія.– К.: Вид-во «Українська енциклопедія» ім. М.П.Бажана, 2000.– С. 380–381;
Пересопницьке Євангеліє // Українська література в портретах і довідниках. Давня література XIX ст.: Довідник.– К., 2000.– С. 239–240.
Пересопницьке Євангеліє [Архівовано 18 січня 2015 у Wayback Machine.] // Українська мова: Енциклопедія.– К.: Вид-во «Українська енциклопедія» ім. М. П. Бажана, 2000.– С. 433–434.
Поетика [Архівовано 23 січня 2021 у Wayback Machine.] // Українська мова: Енциклопедія. – К.: Вид-во «Українська енциклопедія» ім. М. П. Бажана, 2000.– С. 462.
Риторика // Українська мова: Енциклопедія. – К.: Вид-во «Українська енциклопедія» ім. М. П. Бажана, 2000.– С. 511–512.
Титло (~)] // Українська мова: Енциклопедія. – К.: Вид-во «Українська енциклопедія» ім. М. П.  Бажана, 2000.– С. 634.
Слово про Левка Полюгу // Лев Полюга. Біобібліографічний покажчик.– Львів, 2000.– С. 8–13 (співавтор. В. В. Німчук).
- 2001

Галятовський, чернече ім’я Йоаникій // Києво-Могилянська академія в іменах. XVII–XVIII: Енциклопедичне видання.– К., 2001.– С. 165–167 (у співавторстві з В. Горобцем).
Деякі синтаксичні явища в мові Пересопницького Євангелія // Українська мова.– 2001.– № 1.– С. 31–34.
Нетлінний скарб // Українське слово.– 2001.– 6–12 вересня.– С. 11.
Пересопницьке Євангеліє 1556–1561: Дослідження. Транслітерований текст. Словопокажчик: Видання підготувала І.П. Чепіга за участю Л. А. Гнатенко.– К., 2001.– 703 с.: 24 вкл. (48 іл.)
І. П. Чепіга підготувала:
Пересопницьке Євангеліє – унікальна пам’ятка української мови.‒ С. 13 – 54.
Бібліографія праць про Пересопницьке Євангеліє.– С. 105 ‒ 111.
Транслітерований текст.– С. 114 – 404.
Словопокажчик.– С. 405 – 697.
- 2002

Співвідношення літературно-писемного й народнорозмовного джерел у перших драматичних текстах (кінець XVI – XVII ст.) // Українська мова.– 2002.– № 3.– С. 23–38.
Становлення друкарської термінології в українській мові (друга пол. XVI – перша пол. XVII ст.) // Нові дослідження пам’яток козацької доби в Україні.– К., 2002.– Вип. 12.– С. 275–278.
- 2003

Словесно-художні образи як основа перших українських творів книжної поезії // Волинь-Житомирщина: Історико-філологічний збірник з регіональних проблем.– Житомир, 2003.– № 10.– С. 125–140.
Українська мова XVI–XVII ст. в оцінці зарубіжних діячів // Нові дослідження пам’яток козацької доби в Україні.– К., 2003.– Вип. 13.– С. 331–335.
Пересопницьке Євангеліє. Історія відкриття пам’ятки // Шкільна бібліотека.– 2003.– № 2.– С. 186–188.
- 2004

Діакритичні знаки // Українська мова: Енциклопедія. 2-ге вид.– К.: Вид-во «Українська енциклопедія» ім. М.П. Бажана, 2004.– С. 145.
Німчук Василь Васильович // Українська мова: Енциклопедія. 2-ге вид.– К.: Вид-во «Українська енциклопедія» ім. М.П.Бажана, 2004.– С. 413.
Пересопницьке Євангеліє // Українська мова: Енциклопедія. 2-ге вид.– К.: Вид-во «Українська енциклопедія» ім. М.П.Бажана, 2004.– С. 470.
Поетика // Українська мова: Енциклопедія. 2-ге вид.– К.: Вид-во «Українська енциклопедія» ім. М. П. Бажана, 2004.– С. 499.
Риторика // Українська мова: Енциклопедія. 2-ге вид.– К.: Вид-во «Українська енциклопедія» ім. М. П. Бажана, 2004.– С. 550–551.
Титло (~) // Українська мова: Енциклопедія. 2-ге вид.– К.: Вид-во «Українська енциклопедія» ім. М. П. Бажана, 2004.– С. 687.
- 2005

Історія української мови // Інститут мовознавства ім. О. О. Потебні НАН України. 1930–2005: Матеріали до історії.– К.: Довіра, 2005.– С. 188–201 (у співавторстві з В. В. Німчуком).
Лексика полтавських актів XVII – першої пол. XVIII ст. // Слово і доля: Збірник на пошану Уляни Єдлінської.– Львів, 2005.– С. 59–64.
Особливості ділових пам’яток XVII–XVIII ст. Лівобережжя // Нові дослідження пам’яток козацької доби в Україні.– К., 2005.– Вип. 14.– С. 313–316.
- 2006

Мовний світогляд українських книжників XVI–XVII ст. // Нові дослідження пам’яток козацької доби в Україні: Зб. наук. статей.– К.: ХІК, Часи козацькі, 2006.– Вип. 15.– С. 267–271.
Витоки Пересопницького дива: Дві яскраві дати української національної святині // Літературна Україна. 31 серпня 2006 року.– № 33 (5171).– С. 1–4.
Дві яскраві дати української національної святині [Архівовано 15 грудня 2019 у Wayback Machine.] // Українська мова.– 2006.– № 4.– С. 3–8.
- 2007

Діакритичні знаки // Українська мова: Енциклопедія. 3-тє вид.– К.: Вид-во «Українська енциклопедія» ім. М. П. Бажана, 2007.– С. 150.
Найдавніша українська збірка прислів’їв та приказок // Нові дослідження пам’яток козацької доби в Україні: Зб. наук. статей.– К.: ХІК, Часи козацькі, 2007.– Вип. 16.– С. 337–340.
Німчук Василь Васильович // Українська мова: Енциклопедія. 3-тє вид.– К.: Вид-во «Українська енциклопедія» ім. М. П. Бажана, 2007.– С. 431–432.
Пересопницьке Євангеліє // Українська мова: Енциклопедія. 3-тє вид.– К.: Вид-во «Українська енциклопедія» ім. М. П. Бажана, 2007.– С. 490–491.
Поетика // Українська мова: Енциклопедія. 3-тє вид.– К.: Вид-во «Українська енциклопедія» ім. М. П. Бажана, 2007.– С. 520–521.
Риторика // Українська мова: Енциклопедія. 3-тє вид. – К.: Вид-во «Українська енциклопедія» ім. М.П.Бажана, 2007.– С. 572–573.
Титло (~) // Українська мова: Енциклопедія. 3-тє вид. – К.: Вид-во «Українська енциклопедія» ім. М.П.Бажана, 2007.– С. 712.
До відтворення в українських давніх текстах звука [й] та звукосполуки [йі] // Українська мова.– 2007.– №2.– С. 20–25.
- 2011

Пересопницьке Євангеліє 1556–1561: Дослідження. Транслітерований текст. Словопокажчик: Видання підготувала І.П. Чепіга за участю Л.А. Гнатенко.– Вид. друге, доповнене.– К., 2011.– 748 с.
І.П. Чепіга підготувала:
Пересопницьке Євангеліє ‒ унікальна пам’ятка української мови.– С.13 – 54.
Бібліографія праць про Пересопницьке Євангеліє.– С. 105 –112.
Транслітерований текст.– С. 115 – 404.
Словопокажчик.– С. 405 – 697.
- - Відповідальний редактор

Стиль ділових документів XIV ст. (Структура тексту).– К.: Наукова думка, 1979.– 268 с.
Староукраїнська лексикографія в її зв’язках з російською та білоруською.– К.: Наукова думка, 1980.– 303 с.
Лохвицька ратушна книга другої половини XVII ст. (Збірник актових документів) / Підгот. до вид.: О. М. Маштабей, В. Г. Самійленко, Б. А. Шарпило.– К.: Наукова думка, 1986.– 222 с.: іл.
Українська література XI–XVIII ст.: Хрестоматія з коментарями / Упорядн.: Є. А. Карпіловська, Л. О. Тарновецька.– Чернівці: Прут, 1997.– 368 с.: іл.
- - Член редколегії

Історія української мови. Лексика і фразеологія.– К.: Наукова думка, 1983. – 743 с.
І.К.Білодід. Вибрані праці в 3-х т. Т.1.– К.: Наукова думка, 1986.– 446 с.
І.К.Білодід. Вибрані праці в 3-х т. Т.2.– К.: Наукова думка, 1986.– 366 с.
І.К.Білодід. Вибрані праці в 3-х т. Т.3.– К.: Наукова думка, 1986.– 411 с.
Християнство і українська мова: Матеріали наукової конференції (Київ, 5–6 жовтня 2000 р.) – Львів: Вид-во Львівської Богословської Академії, 2000.– 515 с.
Словник української мови XVI – першої половини XVII ст. Вип. 12. З.– Львів, 2005.– 246 с.
- - Видавничі рецензії
- 1976

Мишанич О.В. Григорій Сковорода: усна народна творчість.– К.: Наукова думка, 1976.– 152 с.
Русский язык – язык межнационального общения и единения народов СССР.– К.: Наукова думка, 1976.– 253 с.
- 1977

Ділова і народно-розмовна мова XVIII ст. (Матеріали сотенних канцелярій і ратуш Лівобережної України) / Підгот. до вид. В. А. Передрієнко // Мовознавство.– 1977.– № 5.– С. 95.
- 1980

Мелетій Смотрицький. Граматика / Підгот. факсимільного видання та дослідження пам’ятки В. В. Німчука.– К.: Наукова думка, 1979 // Мовознавство.– 1980.– № 1.– С. 84–86.
- 1981

Літературна спадщина Київської Русі і українська література XVI–XVIII ст.– К.: Наукова думка, 1981.– 264 с.
- 1985

Німчук В.В. Мовознавство на Україні в XIV–XVII ст.– К.: Наукова думка, 1985.– 223 с.
- 1986

Вишенський І. Твори.– К.: Дніпро, 1986.– 247 с.
Давньоруська ономастична спадщина в східнослов’янських мовах: Збірник наукових праць [Архівовано 22 листопада 2020 у Wayback Machine.].– К.: Наукова думка, 1986.– 163 с.
Лингвистические проблемы автоматизации редакционно-издательских процессов.– К.: Наукова думка, 1986.– 230 с.
- 1987

Українська діалектна лексика: Збірник наукових праць [Архівовано 29 листопада 2020 у Wayback Machine.].– К.: Наукова думка, 1987.– 268 с.
- 1992

Полюга Л.М. Українська абстрактна лексика XIV – першої половини XVII ст.– К: Наукова думка, 1991.– 238 с.
- 1996

Говірки Чорнобильської зони: Тексти [Архівовано 22 листопада 2020 у Wayback Machine.] / Упоряд.: Гриценко П.Ю. та ін.– К.: Довіра, 1996.– 358 с.
- 1998

Словник української мови XVI – першої половини XVII ст.– Львів, 1998.– Вип. 5.– 26, 46 ум. друк. арк.
- 1999

Ономастика Полісся / Відп.ред. І. М. Желєзняк.– К.,1999.– 234 с.
Професор Степан Пилипович Бевзенко / Упоряд. П. Ю. Гриценко.– К.,1999 // Мовознавство.– 1999.– № 1.– С. 74.
- 2000

Лев Полюга: Бібліографічний покажчик.– Львів, 2000.– 88 с.
- 2002

Linguistica slavica: Ювілейний збірник на пошану Ірини Михайлівни Желєзняк.– К.: Кий, 2002.– 200 с.
Німчук В.В. Проблеми українського правопису XX–XXI ст. [Архівовано 2 квітня 2016 у Wayback Machine.] / НАН України. Інститут української мови.– К., 2002.– 116 с.
- 2003

Гнатенко Л. Слов’янська кирилична рукописна книга XV ст. З фондів Інституту рукопису НБУ ім. В.І.Вернадського: Каталог.– К., 2003.– 25, 44 друк.арк.
Словник української мови XVI – першої половини XVII ст.– Львів, 2003.– Вип. 10.– 255 с.
- 2004

Костич Л.М. Історія суфіксальної деривації якісних прикметників української мови: Монографія.– К.: ВПЦ «Київський університет», 2004.– 228 с.
- 2005

Актуальні питання антропоніміки: Збірник матеріалів наукових читань пам’яті Юліана Костянтиновича Редька / Відповід. ред. І. В. Єфименко.– К., 2005.– 272 с.
- 2006

Нове поповнення серії «Пам’ятки української мови»: «Акти Житомирського гродського уряду: 1590 рік; 1635 рік» / Підгот. до видання В. М.  Мойсієнко; відп. ред. В. В. Німчук. – Житомир, 2004 // Українська мова.– 2006.– № 1.– С. 113–117.
Миронюк О. М. Історія українського мовного етикету. Звертання.– К.: Логос, 2006.– 168 с.
Студії з ономастики та етимології. 2006 / Відп. ред. О.П.Карпенко.– К., 2006.– 260 с.
- 2008

Бідношия Ю.І., Дика Л.В. Говірки Бориспільщини: Сучасні діалектні тексти та пам’ятки мови.– Київ: Інститут української мови НАН України, 2008.– 480 с.: іл.
- - Неопубліковані праці

Акти (протоколи) Полтавського міського уряду к. XVII – поч. XVIII ст. (Зберіг. в Інституті рукописів НАН України. Ш. 55 257 (Лаз. 391). : Метаграфування тексту, іменний покажчик.
- - Про І. П. Чепігу

[Гриценко П. Ю.] Чепіга Інна Петрівна // Українська мова: Енциклопедія.– 2-е вид.– К.: Вид-во «Українська енциклопедія» ім. М.П.Бажана,
2004.– С. 790.
[Гриценко П. Ю.] Чепіга Інна Петрівна // Українська мова: Енциклопедія.– 3-е вид.– К.: Вид-во «Українська енциклопедія» ім. М.П.Бажана,
2007.– С. 822.
[Гриценко П. Ю.] Чепіга Інна Петрівна (30.05.1933 – 16.03.2007) // Мовознавство.– 2007.– №2.– С. 95–96.
[Гриценко П. Ю.] Чепіга Інна Петрівна // Інститут мовознавства ім. О. О. Потебні НАН України 1930–2005: Матеріали до історії.– К., Довіра, 2005.– С. 537.
Німчук В. В., Даценко І. Б. Інна Петрівна Чепіга [некролог] // Українська мова.– 2007.– № 3.– С. 110–113.
- - Рецензії на праці І. П. Чепіги

[Пересопницьке Євангеліє (1556–1561).– К., 2001.– 703 с.: 24 вкл. (48 іл.)]: Туровська Л. Головна книга України // Слово Просвіти.– 2003. – 1–7 січня. – С. 10.
Туровська Л. Мова «Пересопницького Євангелія» // Урядовий кур’єр.– 2003.– № 34.– 21 лютого.– С. 8.
Дубровіна Л. 2001 рік: перше академічне видання Пересопницького Євангелія XVI ст. // Бібліотечний вісник.– 2001.– № 6.– С. 40–43.
Полюга Л. Євангеліє (1556–1561 рр.). Дослідження. Транслітерований текст. Словопокажчик. / За наук. ред. В. В. Німчука.– К. 2001.– 700 с. // Українська мова.– 2002.– № 3.– С. 111–114.

## Пам'ять
- Наукові читання, присвячені пам’яті кандидата філологічних наук, старшого наукового співробітника Інни Петрівни Чепіги:

- Київ, 2009,
- Київ, 2011.